# Graanoogst
Graanoogst (Frans: Moisson) is een schilderij van Charles-François Daubigny, een van de leidende figuren binnen de School van Barbizon. Deze voorstelling uit 1851 vormt een voorafschaduwing van de impressionistische landschapsschilderkunst. Sinds 1986 maakt het werk deel uit van de collectie van het Musée d'Orsay in Parijs.

## Voorstelling
Hoewel het werk door zijn grote afmetingen niet in de open lucht geschilderd kan zijn, heeft Daubigny zonder meer geprobeerd de vluchtige werkelijkheid van een zomerse dag op het land vast te leggen. Het werk valt op door zijn lichte kleuren en losse penseelstreken. Veel andere schilders uit de School van Barbizon gebruikten een veel donkerder palet. Daubigny betoonde zich hiermee een voorloper van de impressionisten. Dit wordt met name duidelijk rond de horizon, waar slechts enkele horizontaal geplaatste penseelstreken die elk een andere kleur hebben, te zien zijn.

## Ontvangst
Tijdens de Parijse salon van 1852 stelde Daubingy Graanoogst tentoon. Het werk oogstte veel succes en betekende een doorbraak in de carrière van de schilder. De broers Edmond en Jules de Goncourt wijdden een lange beschouwing aan het werk.

Moissonneurs pliés en deux et moissonneuses qui se hâtent par les étroits sentiers, et gerbes qu'on bottelle, et charrettes qu'on charge, toute cette activité se groupe pittoresquement dans l'embrasement doré au milieu duquel le pinceau, essuyé de sa couleur, fait étinceler çà et là un sillon (...). On a jamais mieux traduit la moisson; (...) et le tableau de M. Daubigny est un chef-d'oeuvre, en dépit de la négligence de ses fonds(Mannen oogsten krom gebogen en vrouwen haasten zich over de smalle paadjes en schoven worden gebonden en wagens geladen. Al deze werkzaamheden komen pittoresk samen in een gouden gloed, waarin een penseel zonder verf hier en daar een ploegvoor laat fonkelen (...). De graanoogst is nog nooit beter weergegeven; (...) en het schilderij van mijnheer Daubigny is een meesterwerk, ondanks de verwaarlozing van de achtergrond.)
— Edmond en Jules de Goncourt (1852)

## Herkomst
- 1851: Daubigny maakt het schilderij in opdracht van de Franse minister van binnenlandse zaken voor 2.500 frank.
- 1853: De Franse staat koopt het werk. Het komt in het ministerie van justitie te hangen.
- 1907: overgebracht naar het Louvre.
- 1986: overgebracht naar het Musée d'Orsay.